# Michael Chidi Alozie
Michael Alozie, właśc. Michael Chidi Alozie (ur. 16 października 1986 w Lagosie) – nigeryjski piłkarz grający na pozycji napastnika, reprezentant kraju.

## Kariera piłkarska

### Kariera klubowa
Alozie jest wychowankiem Swift Eagles, w którym rozpoczął piłkarską karierę. W 2004 roku wyjechał do Bułgarii, gdzie bronił barw Beroe Stara Zagora, a potem został piłkarzem ukraińskiego klubu Wołyń Łuck. W lipcu 2008 roku przeszedł do Metałurha Zaporoże, podpisując 4-letni kontrakt. 29 stycznia 2011 roku parafował 3,5-letnią umowę z PFK Sewastopol, ale podczas przerwy zimowej sezonu 2012/13 odszedł z klubu.